# Дялу-Пержулуй
Дялу-Пержулуй (рум. Dealu Perjului) — село у повіті Бакеу в Румунії. Входить до складу комуни Ончешть.
Село розташоване на відстані 242 км на північ від Бухареста, 30 км на південний схід від Бакеу, 81 км на південь від Ясс, 128 км на північний захід від Галаца.

## Населення
За даними перепису населення 2002 року у селі проживали 260 осіб, усі — румуни. Усі жителі села рідною мовою назвали румунську.